# Лёгкая атлетика на летних Олимпийских играх 1980 — бег на 100 метров (женщины)
Соревнования в беге на 100 метров среди женщин прошли на Летних Олимпийских играх 1980 года 25 июля (предварительные забеги и четвертьфиналы) и 26 июля (полуфиналы и финал).

## Рекорды
Здесь указаны мировой и олимпийский рекорды (в секундах) до летних Олимпийских игр 1980 года.
| Мировой рекорд     | 10.88 | Марлис Эльснер | Дрезден (ГДР) | 1 июля 1977     |
| Олимпийский рекорд | 11.07 | Ренате Штехер  | Мюнхен (ФРГ)  | 2 сентября 1972 |

## Финал
Финальный забег прошёл 26 июля 1980 года.
| МЕСТО | ФИНАЛ                           | ВРЕМЯ |
| ----- | ------------------------------- | ----- |
|       | Людмила Кондратьева СССР        | 11.06 |
|       | Марлис Гёр ГДР                  | 11.07 |
|       | Ингрид Ауерсвальд ГДР           | 11.14 |
| 4.    | Линда Хаглунд Швеция            | 11.16 |
| 5.    | Роми Мюллер ГДР                 | 11.16 |
| 6.    | Кэти Смолвуд-Кук Великобритания | 11.28 |
| 7.    | Рега Шанталь Франция            | 11.32 |
| 8.    | Гетер Гант Великобритания       | 11.34 |